# Vila Boa (Goiás)
Vila Boa é um município brasileiro do interior do estado de Goiás, localizado na Região Leste do Estado de Goiás.

## Infraestrutura e Serviços Públicos

### Comunicações

#### Deserto de Notícias
De acordo com o Atlas da Notícia, mapeamento realizado pelo "Instituto para o Desenvolvimento do Jornalismo" (Projor) com a Agência Brasileira de Jornalismo de Dados "Volt Data Lab", Vila Boa seria um Deserto de Notícia, pois inexistem meios de comunicação situados neste município que produzem informação local.

### Saúde e educação
- Ensino Superior: não há.[carece de fontes?]
- Taxa de alfabetização entre adultos: 77.2% (2000) (a média nacional era de 86.4%)[carece de fontes?]
- Hospitais: 1 com 13 leitos (2007)[carece de fontes?]
- Taxa de mortalidade infantil: 25 para cada mil habitantes (2022)[6]
- IDH: 0.647 (médio) (2010)[carece de fontes?]